# Vitas Gerulaitis Cup 2023 - Doppio
Questa è stata la prima edizione del torneo.
In finale Ivan Liutarevich e Vladyslav Manafov hanno sconfitto Arjun Kadhe e Daniel Masur con il punteggio di 6–0, 6–2.

## Teste di serie
1. Jonathan Eysseric /  Denys Molčanov (quarti di finale)
2. Romain Arneodo /  Tristan-Samuel Weissborn (semifinale)

1. Victor Vlad Cornea /  Petros Tsitsipas (primo turno)
2. Karol Drzewiecki /  Szymon Walków (quarti di finale)

## Wildcard
1. Edas Butvilas /  Gianmarco Ferrari (semifinale)

1. Tadas Babelis /  Vilius Gaubas (primo turno)

## Alternate
1. Vitaliy Sachko /  Denis Yevseyev (primo turno)

## Ranking protetto
1. Antoine Escoffier /  Julian Ocleppo (primo turno)

## Tabellone

### Legenda
| - Q = Qualificato - WC = Wild card - LL = Lucky loser | - ALT = Alternate - SE = Special Exempt - PR = Protected Ranking | - w/o = Walkover - r = Ritirato - d = Squalificato |

|  | Primo turno | Primo turno             | Primo turno             | Primo turno | Primo turno |  |  | Quarti di finale | Quarti di finale        | Quarti di finale        | Quarti di finale        | Quarti di finale        |   |   | Semifinali | Semifinali                         | Semifinali                         | Semifinali               | Semifinali               |   |   | Finale | Finale | Finale | Finale | Finale |  |
|  |             |                         |                         |             |             |  |  |                  |                         |                         |                         |                         |   |   |            |                                    |                                    |                          |                          |   |   |        |        |        |        |        |  |
|  | 1           | J Eysseric D Molčanov   | J Eysseric D Molčanov   | 6           | 6           |  |  |                  |                         |                         |                         |                         |   |   |            |                                    |                                    |                          |                          |   |   |        |        |        |        |        |  |
|  |             | V Kopřiva J Pospíšil    | V Kopřiva J Pospíšil    | 3           | 4           |  |  | 1                | J Eysseric D Molčanov   | 6                       | 5                       | [9]                     |   |   |            |                                    |                                    |                          |                          |   |   |        |        |        |        |        |  |
|  | PR          | A Escoffier J Ocleppo   | 3                       | 6           | [7]         |  |  | WC               | E Butvilas G Ferrari    | 3                       | 7                       | [11]                    |   |   |            |                                    |                                    |                          |                          |   |   |        |        |        |        |        |  |
|  | WC          | E Butvilas G Ferrari    | 6                       | 4           | [10]        |  |  |                  |                         |                         |                         |                         |   |   | WC         | E Butvilas G Ferrari               | E Butvilas G Ferrari               | 1                        | 4                        |   |   |        |        |        |        |        |  |
|  | 3           | VV Cornea P Tsitsipas   | VV Cornea P Tsitsipas   | 64          | 4           |  |  |                  |                         |                         | I Liutarevich V Manafov | I Liutarevich V Manafov | 6 | 6 |            |                                    |                                    |                          |                          |   |   |        |        |        |        |        |  |
|  |             | I Liutarevich V Manafov | I Liutarevich V Manafov | 7           | 6           |  |  |                  | I Liutarevich V Manafov | I Liutarevich V Manafov | I Liutarevich V Manafov | w/o                     |   |   |            |                                    |                                    |                          |                          |   |   |        |        |        |        |        |  |
|  | Alt         | V Sachko D Yevseyev     | 2                       | 6           | [8]         |  |  |                  | A Ritschard D Stricker  | A Ritschard D Stricker  | A Ritschard D Stricker  |                         |   |   |            |                                    |                                    |                          |                          |   |   |        |        |        |        |        |  |
|  |             | A Ritschard D Stricker  | 6                       | 4           | [10]        |  |  |                  |                         |                         |                         |                         |   |   |            | Ivan Liutarevich Vladyslav Manafov | Ivan Liutarevich Vladyslav Manafov | 6                        | 6                        |   |   |        |        |        |        |        |  |
|  |             | A Kadhe D Masur         | A Kadhe D Masur         | 6           | 6           |  |  |                  |                         |                         |                         |                         |   |   |            |                                    |                                    | Arjun Kadhe Daniel Masur | Arjun Kadhe Daniel Masur | 0 | 2 |        |        |        |        |        |  |
|  |             | M Kalovelonis K Wehnelt | M Kalovelonis K Wehnelt | 2           | 2           |  |  |                  | A Kadhe D Masur         | A Kadhe D Masur         | 6                       | 7                       |   |   |            |                                    |                                    |                          |                          |   |   |        |        |        |        |        |  |
|  |             | L Broady C Broom        | L Broady C Broom        | 65          | 3           |  |  | 4                | K Drzewiecki S Walków   | K Drzewiecki S Walków   | 3                       | 65                      |   |   |            |                                    |                                    |                          |                          |   |   |        |        |        |        |        |  |
|  | 4           | K Drzewiecki S Walków   | K Drzewiecki S Walków   | 7           | 6           |  |  |                  |                         |                         |                         |                         |   |   |            | A Kadhe D Masur                    | A Kadhe D Masur                    | 6                        | 6                        |   |   |        |        |        |        |        |  |
|  |             | P Raja D Sharan         | 6                       | 3           | [10]        |  |  |                  |                         | 2                       | R Arneodo T-S Weissborn | R Arneodo T-S Weissborn | 3 | 2 |            |                                    |                                    |                          |                          |   |   |        |        |        |        |        |  |
|  | WC          | T Babelis V Gaubas      | 4                       | 6           | [4]         |  |  |                  | P Raja D Sharan         | P Raja D Sharan         | 2                       | 62                      |   |   |            |                                    |                                    |                          |                          |   |   |        |        |        |        |        |  |
|  |             | Z Kolář A Sitak         | Z Kolář A Sitak         | 0           | 3           |  |  | 2                | R Arneodo T-S Weissborn | R Arneodo T-S Weissborn | 6                       | 7                       |   |   |            |                                    |                                    |                          |                          |   |   |        |        |        |        |        |  |
|  | 2           | R Arneodo T-S Weissborn | R Arneodo T-S Weissborn | 6           | 6           |  |  |                  |                         |                         |                         |                         |   |   |            |                                    |                                    |                          |                          |   |   |        |        |        |        |        |  |